# Жирар-де-Сукантон
Жирар-де-Сукантон (фр. Girard de Soucanton) — русский баронский род, оставивший Францию в конце XVII века из-за преследований протестантов во Франции и переселившийся в Ольденбург, а оттуда в XVIII веке в Москву и Ревель.
Род происходит от Гильома Жирара, бывшего сенешалем Тальмона в 1201 году.
Жан-Шарль Жирар де Сукантон (Иоганн-Карл Иоганнович-Карлович Жирард де Сукантон) за заслуги в деле торговли и промышленности Именным Высочайшим Указом возведён был в 1862 в баронское достоинство Российской империи. Его потомство внесено в эстляндский дворянский матрикул.
Определением Правительствующего Сената, от 6 ноября 1863 года, сопричислены к этому роду сыновья барона Иоганна-Карла Иоганновича-Карловича Жирард-де-Сукантон: 1) Карл-Эдмунд, с сыном Иоганном-Карлом-Морицем; 2) гвардии полковник Теодольф, с сыном Иоганном-Теодольфом-Лео; 3) Артур, с сыновьями: Иоганном-Карлом-Этьеном и Клавдием-Антоном-Гастоном и 4) Иоганн-Карл (он же Джон) с сыновьями: Жаном-Вильгельмом-Евгением и Алексеем-Геншелем-Оливье.

## Описание герба
В лазоревом щите золотой бык, поддерживающий серебряную башню о трех зубцах, с черными швами, стоящую на семи зеленых холмах, в червленой главе щита золотая звезда о пяти лучах, сопровождаемая справа — золотым возникающим львом, с черными глазами и языком, а слева — серебряным опрокинутым полумесяцем.
Щит увенчан баронскою короною и коронованным шлемом. Нашлемник: встающий лев с черными глазами и языком. Намет: справа — лазоревый с золотом, слева — червленый с золотом. Щитодержатели: два золотых льва с черными глазами и языком.
Герб барона Жирар-де-Сукантон внесен в Часть 12 Общего гербовника дворянских родов Всероссийской империи, стр. 35.

## Представители
- барон Жирар-де-Сукантон, Лев Фёдорович (19.06.1855 — 1918) — Свиты Его Величества генерал-майор (13.05.1906)
- барон Жирард де Сукантон, Этьен Артурович (06.09.1843 — 08.10.1910)